# 楊震
楊震（54年—124年），字伯起，弘農郡華陰縣（今陕西省华阴县东）人，東漢政治人物。東漢初年任刺史、太守。楊寶之子。

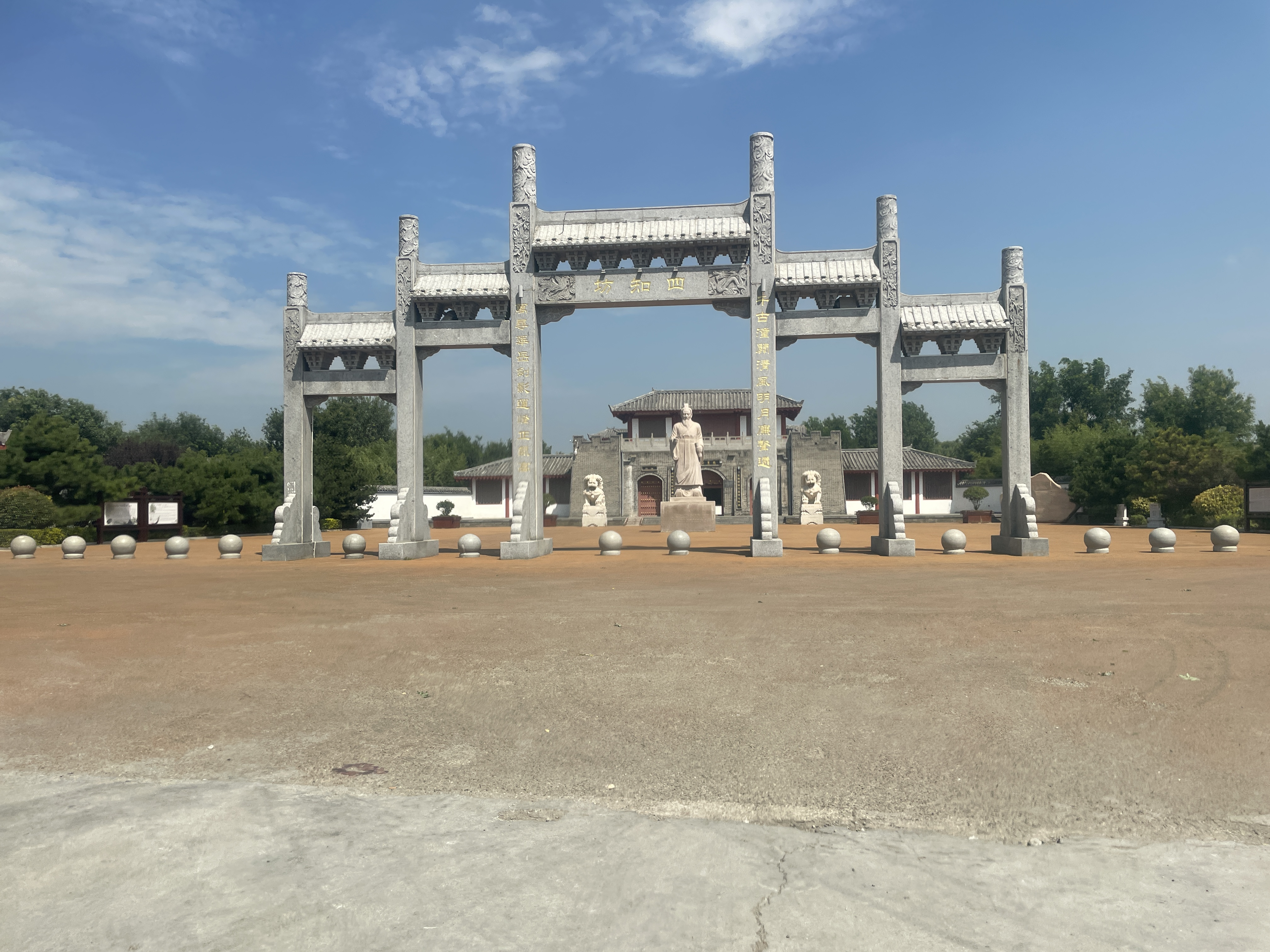
潼关县四知村杨震祠

## 生平
楊震高祖杨敞是汉昭帝的丞相，封安平侯，楊敞的長子楊忠（？-前63年）為第二代安平侯，次子楊惲（？-前54年）。杨忠的兒子、第三代安平侯杨谭在汉宣帝时获罪，免为庶人。杨谭生杨宝，杨宝生楊震。

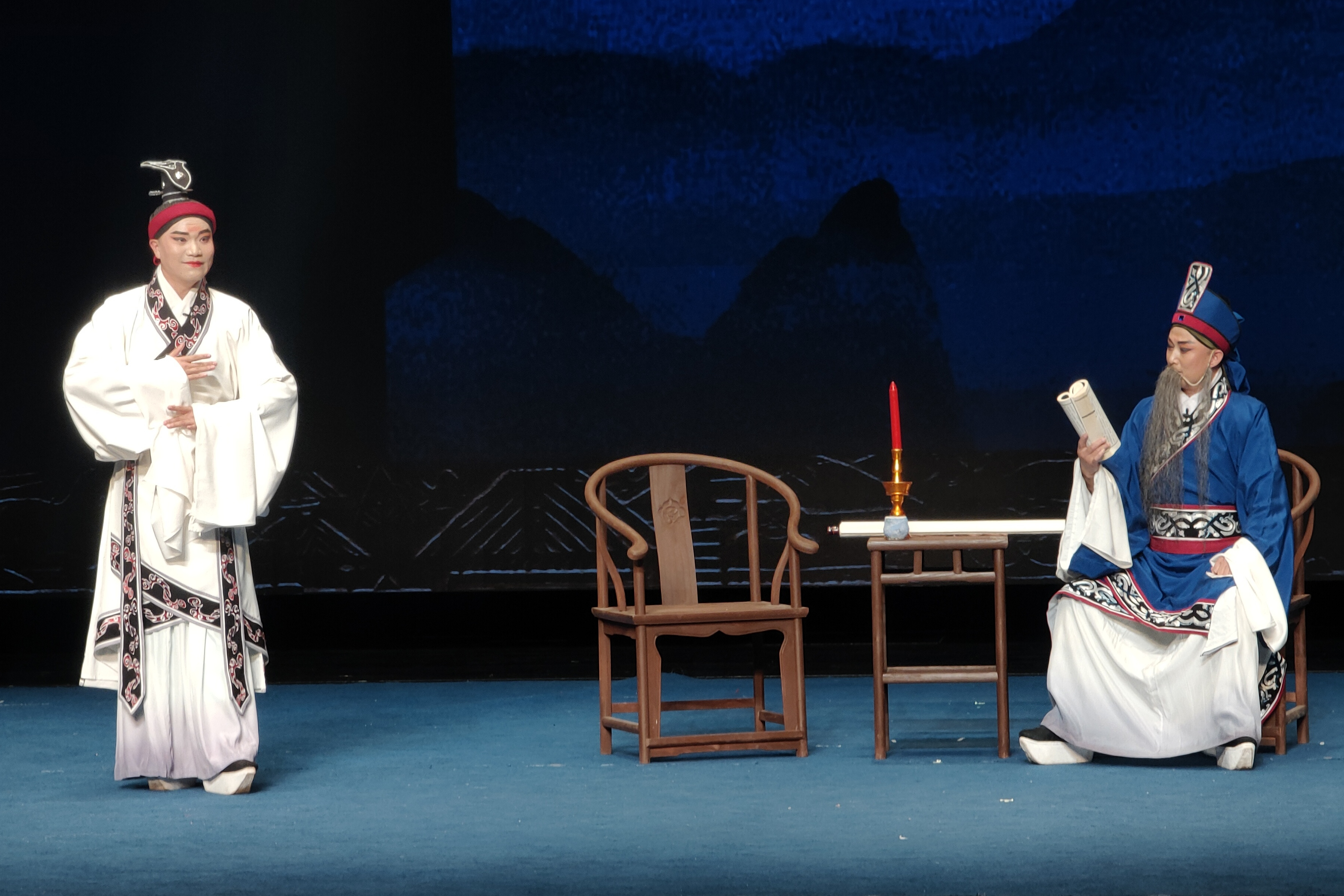
2018年，山东蓝关戏《四知太守》的演出。姜宏亮饰演杨震。

杨震年少好學，博覽群書，被当時的人譽為「關西孔子」。直至他五十岁，大將軍鄧騭听说了他的贤能而力薦他為秀才。
在東漢初年任刺史、太守，剛正不阿，為政清廉。在東萊太守任內，曾拒收他薦舉為秀才的王密的十斤黃金賄禮。当王密回应称贿赂无人知晓时，他正色說道：“天知，神知，我知，子知，何謂無知！”王密羞愧而出。後来他升任太尉。為了紀念楊震，昌邑百姓重修“四知堂”，建楊震廟和紀念塔。泉州一带的杨氏民居门匾以“四知传芳”来纪念杨震清廉正直的风节。
《後漢書》說「自震至彪，四世太尉」，楊震、楊秉、楊賜、楊彪祖孫四代皆出任太尉或司徒，人稱“四世三公”（東漢以太尉、司徒、司空為三公）。

## 後代
- 第八世孫：楊鉉，前燕北平郡太守[3]。
- 第九世孫：楊元壽，北魏的武川鎮司馬。楊鉉之子[4]。
- 第十世孫：楊惠嘏
- 第十一世孫：楊烈，官至龍驤將軍、太原郡太守。楊惠嘏之子，隋文帝的曾祖父。
- 第十二世孫：楊禎，楊烈之子。因軍功被封為建遠將軍。
- 第十三世孫：楊忠，楊禎之子。北魏六鎮軍人、隨國公。
- 第十四世孫：隋文帝[5]

## 延伸阅读
[在维基数据编辑]
 《後漢書·卷54》，出自范晔《後漢書》
 《東觀漢記》
 在维基共享资源阅览影像

## 外部連結
- 成語故事：結草銜環
- 「結草銜環」典故